# Africanis
Africanis är en hundras från Sydafrika. Den är en jagande pariahund som liknar en korsning mellan vinthund och dingo. Africanis är också ett samlingsnamn för alla inhemska hundar i Sydafrika. Africanis är fortfarande en heterogen ras som uppvisar en stor variation ifråga om färg, teckning, öron, storlek m.m. Africanis är medelstor, har kort päls, är välmusklad och något längre än hög. Det finns också en strävhårig variant av rasen, men den är sällsynt. Vissa har liksom rhodesian ridgeback hår som växer mothårs i nacken. Rasklubben arbetar för att rasen inte skall delas upp i olika typer. Rasen är nationellt erkänd av den sydafrikanska kennelklubben Kennel Union of Southern Africa (KUSA) som en ras under utveckling.